# Prigorski dijalekt
Prigorski dijalekt je jedan od dijalekata kajkavskog narječja.
Govori se na uskom području Pokuplja pa sve do Samobora. Akcentuacijom je sličan zagorsko međimurskom dijalektu/skupini, no razlikuje se vokalizmom. Samoglasno l i stražnji nazal su dali u, šva je dalo a, ili je ostalo neizmijenjeno. Jat je ostao neizmijenjen (zatvoreno e), osim na južnom dijelu gdje se javljaju i ikavizmi. Praslavenski t' i d' dali su ć i j, a -stj, -skj i -zdj, -zgj dali su -ś i -ź.
Ista akcentuacija se nastavlja Kupom i u istočnom djelu Goranskog dijalekta.
Nekad se kao izdvojeni (pod)dijalekt izdvaja samoborski.
Govor sadrži miješavinu čakavskih i kajkavskih osobina, te je pretpostavka da je nastao mješanjem pučanstva u zbjegovima pred Turcima. Čakavski govori su "kajkavizirani", odnosno poprimili su kajkavske osobine.
Riječ je o jeziku ozaljskog kruga.